# Huacaya
Huacaya è un comune (municipio in spagnolo) della Bolivia nella provincia di Luis Calvo (dipartimento di Chuquisaca) con 2.829 abitanti (dato 2010).

## Cantoni
Il comune è suddiviso in 3 cantoni (popolazione 2001).
- Boycobo - 781 abitanti
- Huacaya - 410 abitanti
- Santa Rosa de Cuevo - 1.154 abitanti